# Sandnörel
Sandnörel (Minuartia viscosa) är en nejlikväxtart som först beskrevs av Johann Christian Daniel von Schreber och som fick sitt nu gällande namn av Hans Schinz och Albert Thellung.
Sandnörel ingår i släktet nörlar och familjen nejlikväxter. Inga underarter finns listade i Catalogue of Life.

## Bildgalleri

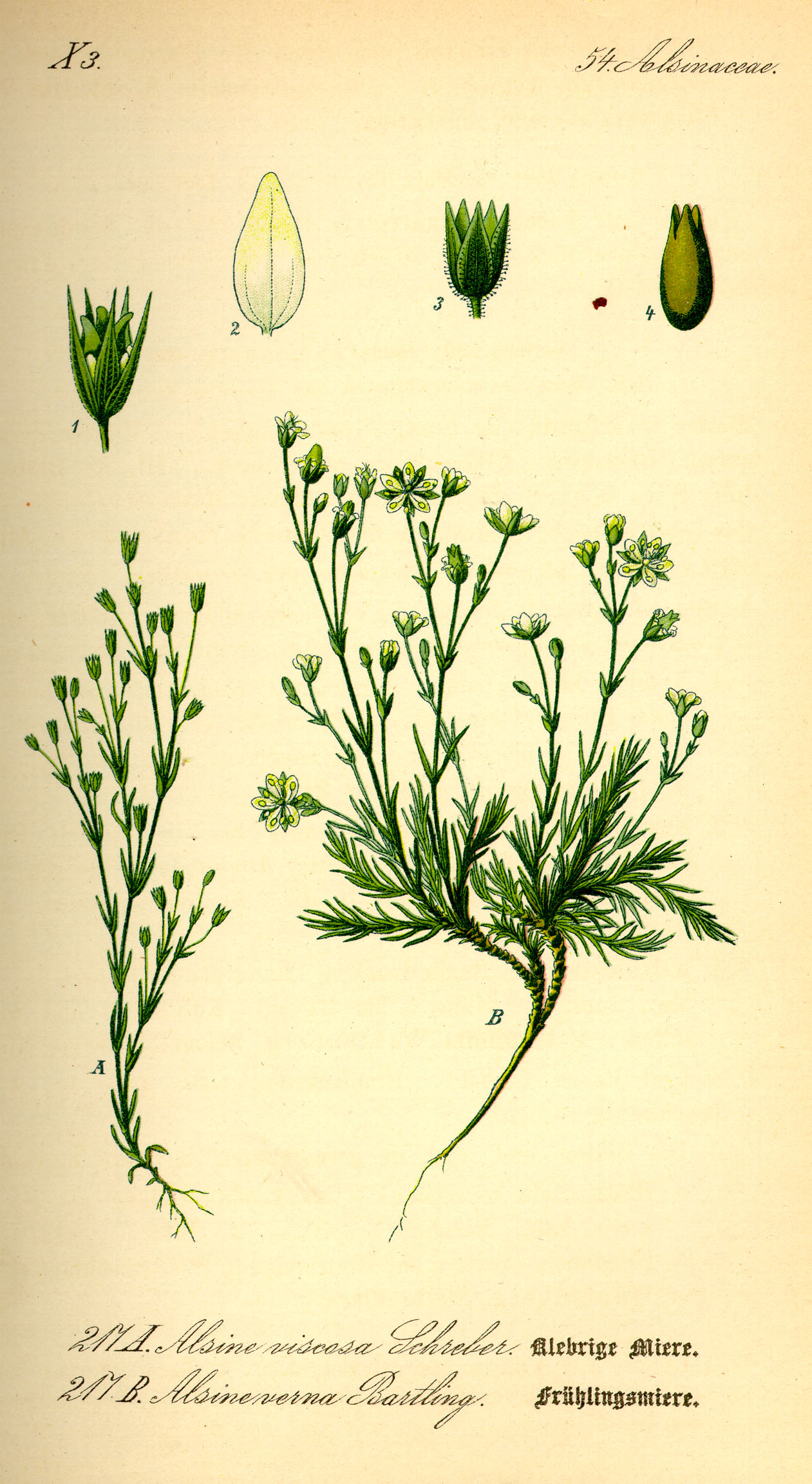
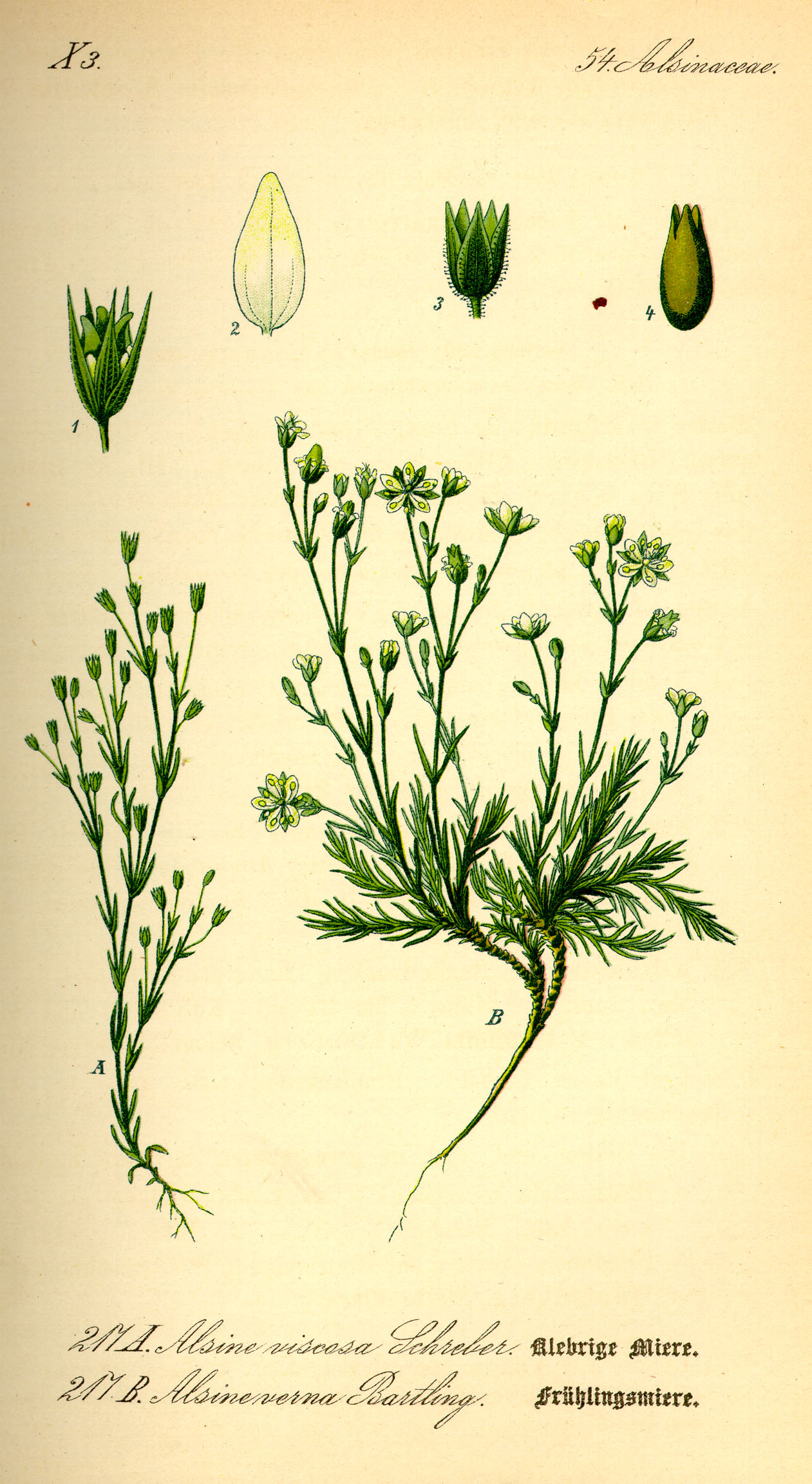